# Norberto Odebrecht
Norberto Odebrecht GOMM (Recife, 9 de outubro de 1920 — Salvador, 19 de julho de 2014) foi um engenheiro e empresário brasileiro, fundador do Grupo Odebrecht, atual Novonor.

## Biografia
Nascido em 1920 na capital de Pernambuco, Recife. Cinco anos mais tarde o seu pai, Emílio Odebrecht, se mudaria para Salvador, na Bahia, área metropolitana promissora para o mercado da construção civil, pois demandava obras de infraestrutura. Com 15 anos, iniciou contato com a construtora de sua família. Cursou o Centro de Preparação de Oficiais da Reserva (CPOR) de Salvador na turma de 1941, arma de Artilharia. Ele era bisneto de Emil Odebrecht, um engenheiro alemão geodetical e cartógrafo, que emigrou para o Brasil em 1856.
Após se formar na Escola Politécnica da Universidade Federal da Bahia, fundou em 1944 a empresa de construção que deu origem à Organização Odebrecht (atual Novonor), sediada na capital baiana. Após algumas décadas no mercado, a empresa tornou-se um conglomerado que atua em todos os continentes e emprega mais de 180 mil pessoas em 23 países ao redor do globo.
Admitido em 1998 à Ordem do Mérito Militar no grau de Comendador especial pelo presidente interino Antônio Carlos Magalhães, Odebrecht foi promovido em 2004 ao grau de Grande-Oficial por Luiz Inácio Lula da Silva.
Sua atuação frente a Fundação Norberto Odebrecht foi especialmente relevante para a região Baixo Sul da Bahia (entre Valença e Itacare).

## Riqueza
Levando a tradição do pai na área de engenharia, concreto armado e construção civil, Norberto construiu uma das maiores fortunas do país. Este fato o transformou no 9º homem mais rico do Brasil, segundo a edição brasileira da revista Forbes.

## Morte
Morreu em 19 de julho de 2014. Norberto foi internado em decorrência de complicações cardíacas, mas não resistiu e faleceu às 20 horas daquele dia.